# Buzet-sur-Tarn
Buzet-sur-Tarn este o comună în departamentul Haute-Garonne din sudul Franței. În 2009 avea o populație de 2.298 de locuitori.

## Evoluția populației
| An        | 1975  | 1982  | 1990  | 1999  | 2006  | 2009  |
| --------- | ----- | ----- | ----- | ----- | ----- | ----- |
| Populație | 1.060 | 1.278 | 1.281 | 1.410 | 1.906 | 2.298 |